# Chenopodiastrum badachschanicum
Chenopodiastrum badachschanicum är en amarantväxtart som först beskrevs av Nikolai Nikolaievich Tzvelev, och fick sitt nu gällande namn av S. Fuentes, Uotila och Borsch. Chenopodiastrum badachschanicum ingår i släktet Chenopodiastrum och familjen amarantväxter. Inga underarter finns listade i Catalogue of Life.